# Pieronka (Gorce)
Pieronka (732 m, 737 m) – wzniesienie w Gorcach znajdujące się w grzbiecie oddzielającym dolinę potoku Konina od doliny potoku Rychlów. W grzbiecie tym kolejno z północny na południe wyróżnia się wzniesienia: Kocia Górka, Góra Spyrkowa (711 m), Witów (723 m), Kobylica (648 m) i Pieronka.
Od Pieronki odchodzą w kierunku północnym dwa krótkie grzbiety: w kierunku północno-zachodnim grzbiet Pasternika (650 m), a w kierunku północno-wschodnim grzbiet Kobylicy (648 m).
Całe wzniesienie Pieronki i jej grzbiety są bezleśne, pokryte polami stanowiącymi własność górali z Koniny.
Pieronka od strony południowej łączy się także z Gębową (810 m) i ma wybitność ok. 30 m. Znajduje się w granicach wsi Poręba Wielka w województwie małopolskim, w powiecie limanowskim, w gminie Niedźwiedź.